# Shuanggang (köpinghuvudort i Kina, Jiangxi Sheng, lat 29,08, long 116,62)
Shuanggang är en köpinghuvudort i Kina. Den ligger i provinsen Jiangxi, i den sydöstra delen av landet, omkring 84 kilometer nordost om provinshuvudstaden Nanchang. Antalet invånare är 64 233. Befolkningen består av 31 394 kvinnor och 32 839 män. Barn under 15 år utgör 27,0 %, vuxna 15-64 år 65 %, och äldre över 65 år 7,0 %.
Runt Shuanggang är det ganska tätbefolkat, med 248 invånare per kvadratkilometer. Närmaste större samhälle är Poyang, 10,5 km sydost om Shuanggang. Trakten runt Shuanggang består till största delen av jordbruksmark.
Genomsnittlig årsnederbörd är 2 232 millimeter. Den regnigaste månaden är juni, med i genomsnitt 350 mm nederbörd, och den torraste är oktober, med 55 mm nederbörd.